# Crosby Garrett
Koordinaten: 54° 29′ N, 2° 25′ W

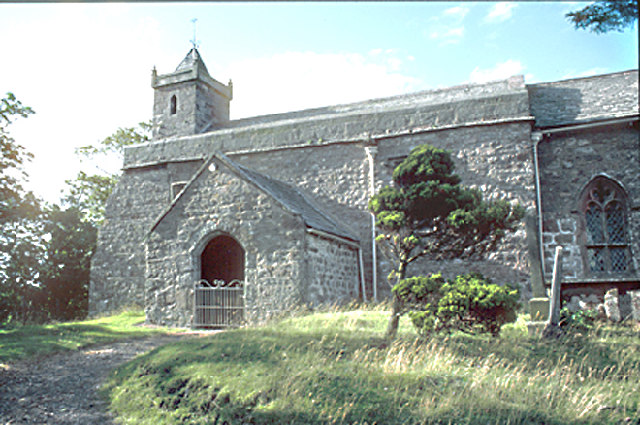
St Andrew’s Church in Crosby Garrett

Crosby Garrett ist ein Weiler und eine civil parish in Cumbria, England mit 195 Einwohnern (2011). Bis 1974 lag der Ort, der früher gelegentlich auch Crosby Garret (mit einem „t“) geschrieben wurde in Westmorland.

## Geschichte
Die St Andrew’s Church in Crosby Garrett wurde im 11. Jh. gebaut und danach mehrfach erweitert und umgebaut. Das Gebäude wurde von English Heritage zum Grade-I geschützten Baudenkmal erklärt.
Der Ort hatte zwischen 1876 und 1956 einen Bahnhof an der Eisenbahnstrecke Settle–Carlisle. Während der Bahnhof geschlossen wurde, verkehrt die Eisenbahn weiter auf der Strecke, die den Ort auf einem 100 m langen Viadukt passiert.
Im Mai 2010 wurde in der Nähe des Ortes der heute als Crosby-Garrett-Helm bekannte Paradehelm der römischen Kavallerie durch einen Sondengänger entdeckt. Der Bronzehelm ist nur einer von drei Helmen, dieser Art, die in England entdeckt wurden und befindet sich heute in Privatbesitz.

## Eisenbahnunfall von Crosby Garrett
Am 15. Januar 1999 entgleiste ein Personenzug auf der Fahrt von Huddersfield nach Carlisle am Crosby Garrett Tunnel in unmittelbarer Nähe der Siedlung, da ein Erdrutsch die Strecke blockierte. Der entgleiste Zug ragte in das zweite Gleis hinein, auf dem ein entgegenkommender Güterzug trotz Warnung nicht rechtzeitig bremsen konnte, um einen Zusammenstoß zu verhindern. Bei dem Eisenbahnunfall wurde Zugpersonal verletzt, aber keiner der 22 Fahrgäste.